# Козловский (Карачевский район)
Козловский — посёлок в Карачевском районе Брянской области, в составе Карачевского городского поселения. 

Расположен в 3 км к северо-западу от села Трыковка, у шоссе А141 Брянск—Орёл. Население — 41 человек (2010).

## История
Упоминается с 1920-х гг.; до 2005 года входил в Трыковский сельсовет. 
 В 1964 году к поселку присоединены посёлки Суборь и Химливое.
| Годы      | 1926 | 1979 | 1989 | 2002 | 2010 |
| --------- | ---- | ---- | ---- | ---- | ---- |
| Население | 90   | 146  | 87   | 48   | 41   |